# Radomin (Koejavië-Pommeren)
Radomin is een dorp in het Poolse woiwodschap Koejavië-Pommeren, in het district Golubsko-dobrzyński. De plaats maakt deel uit van de gemeente Radomin.